# Barrage d'Erzincan
Le barrage d'Erzincan est un barrage en Turquie.

## Sources
- (en) www.dsi.gov.tr/tricold/erzincan.htm Site de l'agence gouvernementale turque des travaux hydrauliques